# Guioa
Genre
Guioa est un genre de plantes de la famille des Sapindaceae. 

## Liste d'espèces
Selon Catalogue of Life (19 août 2017) :
- Guioa acuminata Radlk.
- Guioa acutifolia Radlk.
- Guioa amabilis Kanehira & Hatusima
- Guioa aryterifolia Radlk.
- Guioa aryteroides Guillaum.
- Guioa asquamosa P.C. van Welzen
- Guioa bicolor Merr.
- Guioa bijuga (Hiern) Radlk.
- Guioa capillacea A. C. Sm.
- Guioa chrysea A. C. Sm.
- Guioa comesperma Radlk.
- Guioa contracta Radlk.
- Guioa coriacea (Radlk.) Radlk.
- Guioa crenata Radlk.
- Guioa crenulata Radlk.
- Guioa diplopetala (Hassk.) Radlk.
- Guioa discolor Radlk.
- Guioa elliptica P.C. van Welzen
- Guioa fusca Radlk.
- Guioa glauca (Labill.) Radlk.
- Guioa gracilis (Pancher & Sebert) Radlk.
- Guioa grandifoliola P.C. van Welzen
- Guioa hirsuta P.C. van Welzen
- Guioa hospita Radlk.
- Guioa koelreuteria (Blanco) Merr.
- Guioa koniamboensis Guillaum.
- Guioa krempfii Gagnep.
- Guioa lasioneura Radlk.
- Guioa lentiscifolia Cav.
- Guioa malukuensis P.C. van Welzen
- Guioa mareensis A. Guillaum.
- Guioa megacarpa P.C. van Welzen
- Guioa melanopoda Merr. & Perry
- Guioa membranifolia Radlk.
- Guioa microsepala Radlk.
- Guioa misimaensis P.C. van Welzen
- Guioa molliuscula Radlk.
- Guioa montana C. T. White
- Guioa multijuga P.C. van Welzen
- Guioa myriadenia Radlk.
- Guioa novoebudaensis P.C. van Welzen
- Guioa oligotricha Merr. & Perry
- Guioa ovalis Radlk.
- Guioa palawanica P.C. van Welzen
- Guioa parvifoliola Merr.
- Guioa patentinervis Radlk.
- Guioa pauciflora Radlk.
- Guioa pectinata Radlk.
- Guioa pleuropteris (Bl.) Radlk.
- Guioa plurinervis Radlk.
- Guioa pseudoamabilis P.C. van Welzen
- Guioa pteropoda Radlk.
- Guioa pterorhachis P.C. van Welzen
- Guioa pubescens (Zoll. & Mor.) Radlk.
- Guioa punctata P.C. van Welzen
- Guioa reticulata Radlk.
- Guioa rhoifolia (A. Gray) Radlk.
- Guioa rigidiuscula Radlk.
- Guioa sarcopterifructa P.C. van Welzen
- Guioa scalariformis P.C. van Welzen
- Guioa semiglauca (F.Müll.) Radlk.
- Guioa subsericea Radlk.
- Guioa sufusana P.C. van Welzen
- Guioa truncata Radlk.
- Guioa unguiculata P.C. van Welzen
- Guioa venusta Radlk.
- Guioa villosa Radlk.
- Guioa waigeoensis P.C. van Welzen

Selon The Plant List (19 août 2017) :
- Guioa acuminata Radlk.
- Guioa acutifolia Radlk.
- Guioa amabilis Kaneh. & Hatus.
- Guioa aryterifolia Radlk.
- Guioa aryteroides Guillaumin
- Guioa asquamosa Welzen
- Guioa bicolor Merr.
- Guioa bijuga (Hiern) Radlk.
- Guioa capillacea A.C.Sm.
- Guioa chrysea A.C.Sm.
- Guioa comesperma Radlk.
- Guioa concolor Gillespie
- Guioa contracta Radlk.
- Guioa coriacea (Radlk.) Radlk.
- Guioa crenata Radlk.
- Guioa crenulata Radlk.
- Guioa diplopetala (Hassk.) Radlk.
- Guioa discolor Radlk.
- Guioa elegans Radlk.
- Guioa elliptica Welzen
- Guioa fusca Radlk.
- Guioa glauca (Labill.) Radlk.
- Guioa gracilis (Pancher & Sebert) Radlk.
- Guioa grandifoliola Welzen
- Guioa hirsuta Welzen
- Guioa hospita Radlk.
- Guioa koelreuteria (Blanco) Merr.
- Guioa koniamboensis Guillaumin
- Guioa krempfii Gagnep.
- Guioa lasioneura Radlk.
- Guioa lentiscifolia Cav.
- Guioa malukuensis Welzen
- Guioa megacarpa Welzen
- Guioa melanopoda Merr. & L.M.Perry
- Guioa membranifolia Radlk.
- Guioa microsepala Radlk.
- Guioa misimaensis Welzen
- Guioa molliuscula Radlk.
- Guioa montana C.T.White
- Guioa multijuga Welzen
- Guioa myriadenia Radlk.
- Guioa normanbiensis Welzen
- Guioa novobritannica Welzen
- Guioa novoebudaensis Welzen
- Guioa oligotricha Merr. & L.M.Perry
- Guioa ovalis Radlk.
- Guioa palawanica Welzen
- Guioa parvifoliola Merr.
- Guioa patentinervis Radlk.
- Guioa pauciflora Radlk.
- Guioa pectinata Radlk.
- Guioa platycarpa Radlk.
- Guioa pleuropteris (Blume) Radlk.
- Guioa plurinervis Radlk.
- Guioa pseudoamabilis Welzen
- Guioa pteropoda Radlk.
- Guioa pterorhachis Welzen
- Guioa pubescens (Zoll. & Moritzi) Radlk.
- Guioa punctata Welzen
- Guioa reticulata Radlk.
- Guioa rhoifolia (A.Gray) Radlk.
- Guioa rigidiuscula Radlk.
- Guioa sarcopterifructa Welzen
- Guioa scalariformis Welzen
- Guioa semiglauca (F.Muell.) Radlk.
- Guioa spathulata C.E.C.Fisch.
- Guioa subsericea Radlk.
- Guioa sufusana Welzen
- Guioa truncata Radlk.
- Guioa unguiculata Welzen
- Guioa venusta Radlk.
- Guioa villosa Radlk.
- Guioa waigeoensis Welzen

Selon Tropicos (19 août 2017) (Attention liste brute contenant possiblement des synonymes) :
- Guioa acuminata Radlk.
- Guioa acutifolia Radlk.
- Guioa amabilis Kaneh. & Hatus.
- Guioa aptera Radlk.
- Guioa aryterifolia Radlk.
- Guioa aryteroides Guillaumin
- Guioa asquamosa Welzen
- Guioa bicolor Merr.
- Guioa bijuga (Hiern) Radlk.
- Guioa bullata Radlk.
- Guioa cambodiana Pierre
- Guioa capillacea A.C. Sm.
- Guioa chrysantha Radlk.
- Guioa chrysea A.C. Sm.
- Guioa collina (Pancher & Sebert) Schltr.
- Guioa comesperma Radlk.
- Guioa concolor Gillespie
- Guioa contracta Radlk.
- Guioa coriacea (Radlk.) Radlk.
- Guioa crenata Radlk.
- Guioa crenifoliola Merr. & L.M. Perry
- Guioa crenulata Radlk.
- Guioa curvidens (Radlk.) B.D. Jacks.
- Guioa dasyantha Radlk.
- Guioa diplopetala (Hassk.) Radlk.
- Guioa discolor Radlk.
- Guioa elegans Radlk.
- Guioa elliptica Welzen
- Guioa eriantha Merr. & L.M. Perry
- Guioa falcata Radlk.
- Guioa forbesii Baker f.
- Guioa fusca Radlk.
- Guioa fuscidula (Kurz) Radlk.
- Guioa glauca Radlk.
- Guioa gracilis (Pancher & Sebert) Radlk.
- Guioa grandifoliola Welzen
- Guioa hirsuta Welzen
- Guioa hospita Radlk.
- Guioa koelreuteria Merr.
- Guioa koniamboensis Guillaumin
- Guioa krempfii Gagnep.
- Guioa lasioneura Radlk.
- Guioa lasiothyrsa Radlk.
- Guioa lentiscifolia Cav.
- Guioa leptoneura Radlk.
- Guioa macropetala (Radlk.) T. Durand & B.D. Jacks.
- Guioa malukuensis Welzen
- Guioa megacarpa Welzen
- Guioa melanopoda Merr. & L.M. Perry
- Guioa membranifolia Radlk.
- Guioa microphylla Radlk.
- Guioa microsepala Radlk.
- Guioa mindorensis Merr.
- Guioa minjalilen (Blume) Radlk.
- Guioa misimaensis Welzen
- Guioa molliuscula Radlk.
- Guioa montana C.T. White
- Guioa multijuga Welzen
- Guioa multipunctata Radlk.
- Guioa myriadenia Radlk.
- Guioa normanbiensis Welzen
- Guioa novobritannica Welzen
- Guioa novoebudaensis Welzen
- Guioa obtusa Merr.
- Guioa oligotricha Merr. & L.M. Perry
- Guioa ovalis Radlk.
- Guioa palawanica Welzen
- Guioa parvifoliola Merr.
- Guioa patentinervis Radlk.
- Guioa pauciflora Radlk.
- Guioa pectinata Radlk.
- Guioa perrottetii Radlk.
- Guioa platycarpa Radlk.
- Guioa pleuropteris (Blume) Radlk.
- Guioa plurinervis Radlk.
- Guioa pseudoamabilis Welzen
- Guioa pteropoda Radlk.
- Guioa pterorhachis Welzen
- Guioa pubescens Radlk.
- Guioa punctata Welzen
- Guioa regularis (Blume) Radlk.
- Guioa reticulata Radlk.
- Guioa rhoifolia (A. Gray) Radlk.
- Guioa rigidiuscula Radlk.
- Guioa salicifolia Radlk.
- Guioa sarcopterifructa Welzen
- Guioa scalariformis Welzen
- Guioa semiglauca (F. Muell.) Radlk.
- Guioa spathulata C.E.C. Fisch.
- Guioa squamosa Radlk.
- Guioa subapiculata Radlk.
- Guioa subfalcata Radlk.
- Guioa subsericea Radlk.
- Guioa subserrata (Radlk.) T. Durand & B.D. Jacks.
- Guioa sufusana Welzen
- Guioa sulphurea Radlk.
- Guioa truncata Radlk.
- Guioa unguiculata Welzen
- Guioa venusta Radlk.
- Guioa villosa Radlk.
- Guioa waigeoensis Welzen